# Gorno Konyare
Gorno Konyare (macedónul: Горно Коњаре, szerbül Горње Коњаре, albánul Kojnarja e Epërme) település Észak-Macedóniában, az Északkeleti körzetben, Kumanovo községben.

## Népesség
| Lakosok száma | 814  | 890  | 947  | 1045 | 1154 | 910  | 1106 | 1136 | 1015 |
|               | 1948 | 1953 | 1961 | 1971 | 1981 | 1991 | 1994 | 2002 | 2021 |

- 1981-ben 1154 lakosa volt, akik közül 579 macedón (50,2%), 372 szerb (32,2%), 179 albán (15,5%) és 24 egyéb.
- 1994-ben 1106 lakosa volt, akik közül 499 macedón (45,1%), 366 szerb (33,1%), 236 albán (21,3%) és 5 egyéb.
- 2002-ben 1136 lakosa volt, akik közül 574 macedón (50,5%), 314 szerb (27,6%), 255 albán (22,4%) és 2 egyéb.